# Cepoko (Sumber)
Cepoko is een bestuurslaag in het regentschap Probolinggo van de provincie Oost-Java, Indonesië. Cepoko telt 3709 inwoners (volkstelling 2010).